# 宋思顏
宋思顏（？—？），名一作師顏，籍貫不詳，明朝初期政治人物。
當時朱元璋在太平府時，宋思顏投奔并任職於幕府。后跟隨大軍攻金陵集慶路，設置江南行中書省，宋思顏與李善長同為參議。后設大都督府，思顏兼任參軍事務。后任河南道按察僉事，因事連坐而死。
2012年中國重慶市高等中學招生考試題 語文科古文閱讀：太祖视事东阁，天热甚，汗湿衣，左右更衣以进，皆经浣濯者。参军宋思颜曰：“主公躬行节俭，真可示法子孙。臣恐今日如此，而后或不然，愿始终如此。”大祖 喜曰：“此言甚善。他人能言，或惟及于目前，而不能及于久远，或能 及于已然，而不能及于将然。今思颜见我能行于前，而虑我不能行于后，信能尽忠于我也。”乃赐之币。